# Alphonse Tchami
Alphonse Marie Tchami Djomaha (* 14. September 1971 in Douala, Kamerun) ist ein ehemaliger kamerunischer Fußballspieler und heutiger -trainer.
In Deutschland wurde Tchami, der auf der Position des Mittelstürmers spielte, vor allem durch seine Zeit beim Bundesligisten Hertha BSC von 1997 bis 1999 und durch seine internationalen Auftritte in der Nationalelf Kameruns bekannt.

## Karriere
Tchami begann seine Karriere bei Unisport de Bafang, von wo aus er 1992 zu Odense BK nach Dänemark wechselte. 1995 ging er nach Südamerika zum argentinischen Fußballverein Boca Juniors, wo er 11 Tore erzielte. 1997 wechselte er mit großen Erwartungen und für eine Ablöse in Höhe von 2,2 Millionen DM zur Berliner Hertha, wo er zu 29 Einsätzen in der Bundesliga kam, in denen er drei Tore erzielte. Aus Berlin wechselte er 1999 zu Al-Vasl nach Dubai.
In der Folgezeit wechselte Tchami häufig seine Vereine, so ging er bereits im Sommer 2000 nach einem Jahr in Dubai nach Schottland zu Dundee United, ein halbes Jahr darauf nach Frankreich zu OGC Nizza und sechs Monate später, im Sommer 2001, zu Tschernomorez Noworossijsk in die russische Premjer-Liga. Anfang 2002 wechselte er zum chinesischen Klub Shenyang Jinde, wo er 2004 seine Karriere beendete.
Für sein Land Kamerun nahm Tchami zweimal an Fußballweltmeisterschaften teil: 1994 in den USA und 1998 in Frankreich. Ebenso gehörte er zweimal beim Afrika-Cup zum kamerunischen Aufgebot: Beim Afrika-Cup 1996 in Südafrika und Afrika-Cup 1998 in Burkina Faso. Dabei erzielte er vier Tore; bei Weltmeisterschaften blieb er hingegen in seinen vier Einsätzen ohne Torerfolg.
Die Chinese Football Association verpflichtete Tchami als Fußballtrainer für Shaolin-Schüler in Henan.